# Abdul Ajagun
Abdul Jeleel Ajagun (Lagos, Nigeria, 10 de febrero de 1993) es un futbolista de Nigeria que juega como delantero en el Al-Hussein Irbid de la Liga Premier de Jordania.

## Selección nacional

### Participaciones en Copas del Mundo
| Mundial                     | Sede     | Resultado        | Partidos | Goles |
| --------------------------- | -------- | ---------------- | -------- | ----- |
| Copa Mundial Sub-17 de 2009 | Nigeria  | Subcampeón       | 7        | 2     |
| Copa Mundial Sub-20 de 2011 | Colombia | Cuartos de final | 5        | 1     |
| Copa Mundial Sub-20 de 2013 | Turquía  | Octavos de final | 4        | 3     |

## Clubes
| Club                          | País         | Año       |
| ----------------------------- | ------------ | --------- |
| Dolphins F. C.                | Nigeria      | 2010-2013 |
| Panathinaikos                 | Grecia       | 2013-2017 |
| Levadiakos (cedido)           | Grecia       | 2016      |
| Roda JC (cedido)              | Países Bajos | 2016-2017 |
| K. V. Kortrijk                | Bélgica      | 2017-2020 |
| A. C. Omonia Nicosia (cedido) | Chipre       | 2019      |
| Cape Town City F. C.          | Sudáfrica    | 2021-2022 |
| Al-Hilal Omdurmán             | Sudán        | 2022-2023 |
| Al-Hussein Irbid              | Jordania     | 2023-     |

## Palmarés

### Títulos nacionales
| Título                   | Club             | País     | Año  |
| ------------------------ | ---------------- | -------- | ---- |
| Liga Premier de Jordania | Al-Hussein Irbid | Jordania | 2024 |